# Pierre-Marie Dong
Pierre-Marie Dong (né le 12 mars 1945 à Libreville (Gabon), mort le 11 décembre 2006) est un réalisateur gabonais, devenu ministre de la culture du Gabon entre janvier 2006 et sa mort.

## Biographie
Il commence sa carrière par deux courts métrages : Carrefour en 1969 et Lésigny en 1970. Il se fait connaitre par son film Sur le Sentier du Requiem  en 1971 puis Identité en 1972, sur le thème autobiographie de la quête identitaire. Il travaille avec Charles Mensah sur deux longs métrages, Ayouma et Obali. Par la suite il est aussi producteur (Le Grand Blanc de Lambaréné en 1995). Il a été président du Conseil national de la Communication pendant une dizaine d'années. Considéré comme le spécialiste en communication du président Omar Bongo, il est nommé ministre de la culture en janvier 2006 jusqu'à son décès en décembre de la même année.

## Filmographie
- 1969 : Carrefour (court métrage)
- 1970 : Lésigny (court métrage)
- 1971 : Sur le Sentier du Requiem (court métrage)
- 1972 : Identité
- 1976 : Obali (avec Charles Mensah)
- 1977 : Ayouma (avec Charles Mensah)
- 1978 : Demain un jour nouveau

## Distinctions
- Deuxième prix du court métrage au Festival panafricain du cinéma et de la télévision de Ouagadougou pour Sur le Sentier du Requiem